# کودک وحشی (فیلم ۱۹۷۰)
کودک (پسر) وحشی (به فرانسوی: L'Enfant sauvage) فیلمی در ژانر درام ، تاریخی ، بیوگرافی محصول فرانسه به کارگردانی فرانسوا تروفو است که در سال ۱۹۷۰ میلادی منتشر شد. از بازیگران آن می‌توان به فرانسوا تروفو، کلود میلر و ژان-فرانسوا استونن اشاره کرد. 
داستان این فیلم روایتی واقعی در قرن نوزدهم میلادی  براساس زندگی کودکی یازده ساله و  رها شده در جنگل که بعدها ویکتور آویرون نامیده می شود و توسط دکتر ژان مارک ایتارد نگهداری و تربیت می شود را به تصویر می کشد.
این فیلم که بعد از گذشت چهار دهه، همچنان نظر مثبت منتقدان را به خود جلب کرده و   یکی از برترین آثار تروفو محسوب می شود برنده جایزه بهترین فیلم سندیکای سینمای فرانسه شد. 

## خلاصه داستان
سال 1798 در فرانسه کودکی ده یازده ساله  در جنگل پیدا می شود که نه می تواند مثل انسان های عادی راه برود ، حرف بزند، بخواند بنویسد و ... پزشکی (فرانسوا تروفو) سعی می کند با ابتدایی ترین آموزش ها او را برای زندگی در جامعه آموزش دهد ...